# 12372 Kagesuke
12372 Kagesuke este un asteroid din centura principală de asteroizi.

## Descriere
12372 Kagesuke este un asteroid din centura principală de asteroizi. A fost descoperit pe 6 mai 1994 la Ōizumi de Takao Kobayashi. El prezintă o orbită caracterizată de o semiaxă mare de 2,28 ua, o excentricitate de 0,10 și o înclinație de 4,2° în raport cu ecliptica.